# Haida Gwaii
53°00′N 132°00′V / 53.000°N 132.000°V
Haida Gwaii, tidligere Queen Charlotte Islands, er en øgruppe i Canada ud for Britisk Columbias nordvestkyst. Øgruppen består af de to hovedøer Graham Island og Moresby Island og ca. 200 mindre øer. Den 3. juni 2010 omdøbte Haida Gwaii Reconciliation Act officielt øerne til Haida Gwaii som led i en forsoningsprotokol mellem British Columbia og Haida.
Øerne blev opdaget 1786 af den engelske kaptajn George Dixon, som opkaldte øgruppen efter George 3. af Storbritanniens kone Queen Charlotte.
Ca 50 % af øernes 5.000 indbyggere tilhører den indianske folkegruppe Haida. Der er to natonalparker på øerne, Naikoon Provincial Park og Gwaii Haanas National Park i den sydlige del af Moresby Island. Gwaii Haanas National Park består af 138 øer som strækker sig over et areal på 1.500 km².
En af øgruppens største byer er Masset, som ligger ved Masset Sound på Northern Graham Island. Masset fik 1961 bystatus og er øernes ældste og største kommune med ca. 1.500 indbyggere. 
Tlell som ligger i nærheden af Naikoon Provincial Park på Graham Island østkyst er en Haida-landsby med ca. 370 indbyggere. Landsbyen er kendt for sine mange kunstnere og kunsthåndværkere. 
Skidegate (ca. 700 indb.) er den anden af Haida indianernes kulturcentre. 2 km fra Skidegate ligger Skidegate Landing, hvor der sejler færger til Prince Rupert på Moresby Island.
Queen Charlotte City, med 1250 indb. har en velholdt gammel bydel med Premier Hotel, den gamle skole, savmølle og mange privathuse fra omkring 1900.
Sandspit er Moresby Island eneste bebyggelse. Her lever ca. 600 mennesker. Landsbyen er har vejforbindelse via Alliford Bay med Skidegate Landing på Graham Island. 
Gwaii Haanas National Park kan kun nås med fly, helikopter eller båd. 
Den forladte landsby Ninstints på Anthony Island kom 1980 på UNESCO's Verdensarvsliste De sidste indbyggere forlod Ninstints omkring 1880. Dens historie går 2000 år tilbage. En del af de indianske langhuse og totempæle er bevaret for eftertiden. Council of the Haida Nation(CHN) blev grundlagt 1980. 
Haida Heritage Centre i Kaay Llnagaay (Sea Lion Town), åbnede i januar 2007. Seks pæle repræsenterer 6 landsbyer og 6 klaner.: http://www.skidegate.ca/poles.html Arkiveret 30. oktober 2007 hos  Wayback Machine.